# 1MDC
1MDC是一种数字黄金货币， 2001年创立于安圭拉。和其他的数字黄金货币类似，1MDC允许用户实时的在帐户间转帐黄金。然而，1MDC不同之处是他完全基于e-Gold系统。

## 特征
和其他任何数字黄金货币一样，主要目标是保护资产脱离法定货币从而避免与之相关的通货膨胀的风险。1MDC系统内部的交易是没有费用的，1MDC吹捧的主要优势是他没有存储费。配合快速方便的在e-Gold和1MDC之间转帐的功能，对于有大额e-Gold存款的人是非常有吸引力的，他们的存款可能因为e-Gold的较高的付款费用而逐渐的缩水。

## 批评
出于成本和匿名原因，黄金被未经分配的存储。然而这增加了存储风险，由于客户对他们的黄金份额没有优先权，也不知道他们的黄金在哪里被存储。1MDC存储的黄金总量和流通总量还没有统计数据。根据1MDC网站显示，其黄金储量在1890克左右。